# Academia de Administración Pública (Azerbaiyán)
La Academia de Administración Pública dependiente del Presidente de la República de Azerbaiyán (en azerí: Azərbaycan Respublikasının Prezidenti yanında Dövlət İdarəçilik Akademiyası) o simplemente la Academia de Administración Pública, es una institución de educación superior establecida por decreto del ex Presidente de Azerbaiyán, Heydar Alíyev. Establecida el 3 de enero de 1999, sobre la base del Instituto de Gestión Social y Ciencias Políticas de Bakú, la academia también sirve como centro de formación al ofrecer cursos completos y breves para mejorar la profesionalidad de los funcionarios públicos.

## Historia
La institución educativa fue nombrada Escuela del Partido Soviético Central de 1921 a 1928, Escuela del Partido Soviético Central de Azerbaiyán de 1928 a 1956, Escuela del Partido Superior de Bakú de 1956 a 1992 (Escuela del Partido Superior del Comité Central del Partido Comunista de Azerbaiyán), y por último , de 1992 a 1999, Instituto Estatal de Gestión Social y Ciencias Políticas de Bakú. La Academia fue establecida el 3 de enero de 1999, por decreto del ex Presidente de Azerbaiyán, Heydar Alíyev, con el nombre de Academia de Administración Pública del Presidente de la República de Azerbaiyán. Las admisiones a la academia incluyen aproximadamente 250 estudiantes universitarios y 50 graduados por año.
La Academia de Administración Pública fue acreditada por el Ministerio de Educación de Azerbaiyán y se le otorgó el derecho de emitir certificados de posgrado reconocidos (diplomas) a sus estudiantes. Los cursos que ofrece la academia a estudiantes de pregrado incluyen ciencias políticas, derecho, relaciones internacionales, administración, administración estatal y municipal, economía, informática, planificación y gestión del desarrollo sostenible.